# قصر الأمير يوسف كمال (قنا)
قصر الأمير يوسف كمال هو قصر يقع على ضفاف نهر النيل بمدينة نجع حمادي، محافظة قنا، مصر تم انشائه في عام 1908 من قبل الأمير يوسف كمال، أشرف على بنائه أنطونيو لاشياك الملقب بمهندس السرايات الخديوية. وتم بناؤه علي مساحة 10 أفدنة، اقتطعت منها الإدارات الحكومية بعد سنوات عدة أقسام. تم تسجيل القصر كأثر إسلامى عام 1988.

## الوصف
يتكون القصر من 9 وحدات معمارية فريدة، أقيمت على مساحة 10 أفدنة، وتضم الوحدات المعمارية للقصر "قصر السلاملك، القصر، قاعة الطعام، المطبخ، الفسقية، ضريح الشيخ عمران، المئذنة، قاعة الدرس، السبيل"، وتعد وحدات القصر التسع مزيجًا من الطرازين الأوروبى والإسلامى. كما أن للقصر أربع واجهات خزف من الخارج، فيما يتكون القصر من الداخل من دورين وبدروم ودور مسحور وسطح والدور الأرضى ويوجد بالقصر أسانسير خشبى صنعه الأمير خصيصًا لوالدته المريضة بالقلب، وتحتل قاعة الطعام الجنوب الغربى من السلاملك، ولها 4 واجهات خزف.

## الترميم
في سبتمبر 2019 تم إعادة افتتاح القصر بتكلفة بلغت 31 مليون جنيه، بالتعاون بين وزارتي الآثار والتخطيط. تضمنت أعمال الترميم ورفع كفاءة العناصر المعمارية وترميمها، ورفع الرديم من حديقة القصر، وإزالة التعديات عليها، وترميم واجهات القصر وتنظيفها، ومعالجة الطوب وتعقيم خشب الأسقف، إضافة إلى تركيب نظم إضاءة حديثة، ونظام إطفاء حريق آلي، وتأمين القصر بالكاميرات ضد السرقة.